# Responsabilitat política
La responsabilitat política és la imputabilitat d'una valoració per l'ús que un òrgan o individu fa del poder. Així, per exemple, afirmar que el President X va anar políticament responsable en el cas I, significa que s'atribueix al President X un grau de culpa i/o se li atribueix una sanció per la manera d'usar la seua autoritat en el cas I.
Amb el sorgiment dels estats organitzats amb base en constitucions polítiques, la responsabilitat dels governants davant els Parlaments o els tribunals pel seu ús del poder és un tipus de responsabilitat jurídica. Aquesta forma de responsabilitat polític-jurídica sol ser avaluada i adjudicada segons regles específiques (com el impeachement anglosaxó) i davant autoritats específiques (com el Senat constituït en càmera jutjadora o un tribunal administratiu ad hoc).
No obstant això, la responsabilitat política és també avaluada pels ciutadans quan, assumint el paper d'electors en un sistema democràtic, valoren l'ús que els governants han fet del poder, aplicant qualsevol tipus de criteri per a avaluar el seu acompliment i no una norma jurídica. Per tant, la responsabilitat política no se subsumeix sota la responsabilitat jurídica, com la legitimitat política no se subsumeix sota la legalitat jurídica.
Un criteri que sol emprar-se per a distingir la responsabilitat política afirma que concerneix relacions verticals d'autoritat (la conducta de l'autoritat ordenadora enfront del governat subordinat). El judici de valor que un governat atribueix als actes de poder d'un governant constitueix, en efecte, una manera d'avaluar la responsabilitat política que és fonamental per a la vida democràtica.
D'acord amb Max Weber, el principi del "menut número", açò és, la superior capacitat de maniobra dels menuts grups dirigents, garanteix la responsabilitat política enfront del públic. Aquesta responsabilitat es volatilitzaria per complet en una assemblea policèfala governant.